# Shmuel Dayan
Shmuel Dayan (hébreu : שמואל דיין), né le 8 août 1891 à Jachkiv (Empire russe) et mort le 11 août 1968, est un militant sioniste devenu homme politique israélien. Il est député des trois premières législatures de la Knesset de 1949 à 1959.

## Biographie
Né à Jachkiv en actuelle Ukraine, Dayan rejoint le mouvement sioniste dans sa jeunesse avant d'émigrer en Palestine ottomane en 1908. Il travaille dans l'agriculture à Petah Tikva, Rehovot, Yavnéel et Kinneret jusqu'en 1911. Il milite jeune au sein du mouvement sioniste de gauche " Hashomer Hatzhair" .  Il est aussi un des premiers colons de Degania, le premier kibboutz d'Israël, bien qu'il quitte cet endroit en 1921 pour aider à la fondation du moshav de Nahalal. Selon son petit-fils, Dayan, contrairement à son épouse Devorah, n'aurait pas travaillé plus de deux semaines au kibboutz ; il aurait passé la plupart de son temps dans des hôtels. En tant que dirigeant du Mouvement du moshav nouvellement créé, Dayan effectue plusieurs voyages aux États-Unis et en Pologne. 
En 1949, Dayan est élu en tant que membre du parti Mapaï, à la première Knesset, dont il sert de vice-président. Il reste membre du Parlement, toujours élu sur la liste du Mapaï, jusqu'aux élections législatives de 1959.
Shmuel Dayan est le père du général et homme politique Moshe Dayan et le grand-père de l'écrivain et femme politique Yael Dayan et du réalisateur de cinéma Assi Dayan.

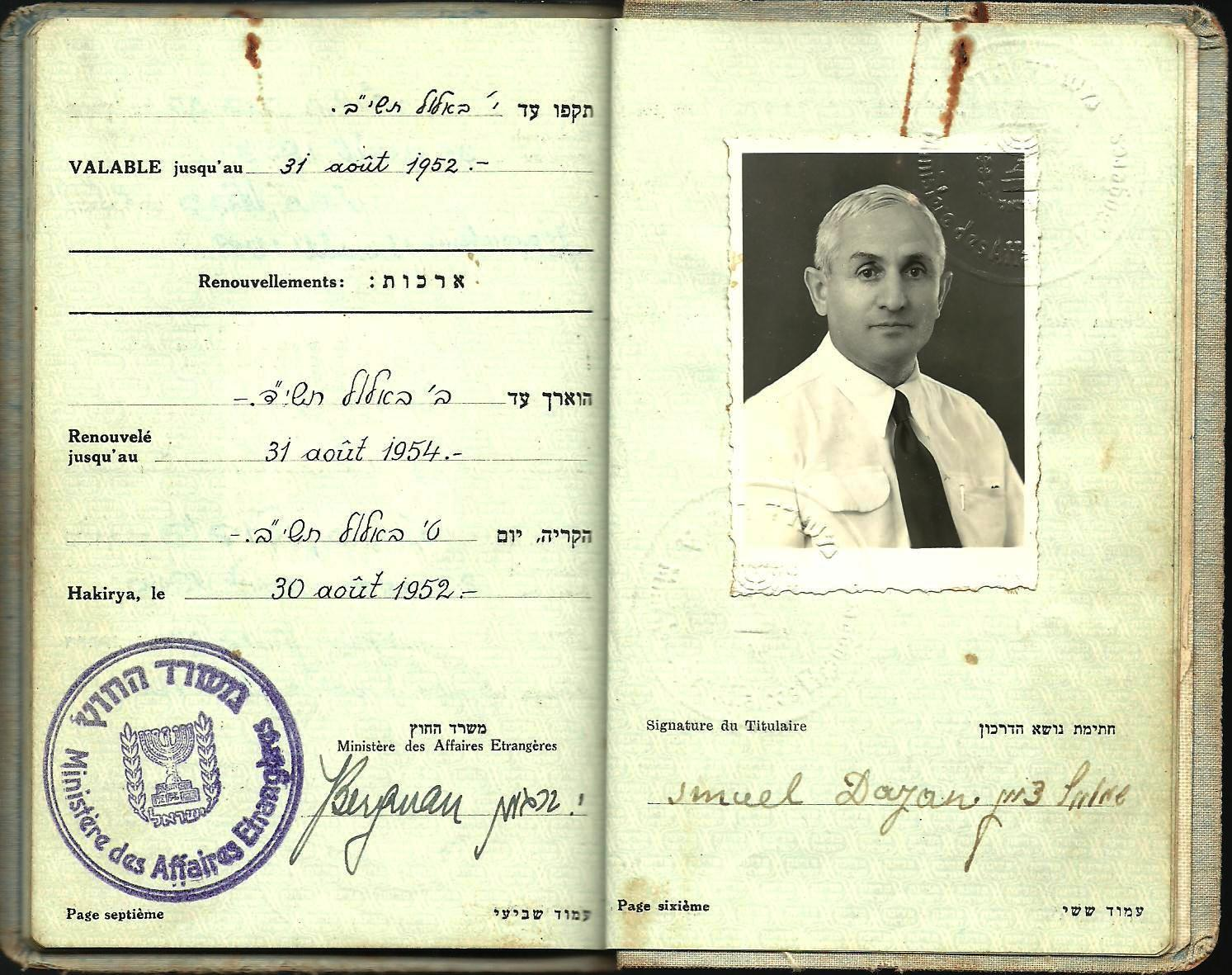
Le passeport de fonction israélien utilisé par Shmuel Dayan en 1951.